# Saint-Vincent-des-Landes

Saint-Vincent-des-Landes este o comună în departamentul Loire-Atlantique, Franța. În 2009 avea o populație de 1,436 de locuitori.